# Arina Sabalenka
Arina Siarhiejeŭna Sabalenka (n. 5 mai 1998, Minsk, Belarus) este o jucătoare profesionistă de tenis din Belarus. Ea este în prezent clasată pe locul 1 mondial la simplu feminin de către Asociația de Tenis Feminin (WTA) și este un fost nr. 1 mondial la dublu feminin. Sabalenka a câștigat 19 titluri de simplu în circuitul WTA, inclusiv trei titluri majore la Australian Open 2023, Australian Open 2024 și US Open 2024. De asemenea, ea a câștigat șase titluri la dublu, inclusiv două turnee majore la US Open 2019 și Australian Open 2021, ambele în parteneriat cu Elise Mertens.
Sabalenka a ieșit în evidență în 2017, când, împreună cu Aliaksandra Sasnovici, au condus echipa de Fed Cup a Belarusului pe un loc secund, în ciuda faptului că ambele erau clasate în afara top 75 la momentul respectiv. A terminat 2018 și 2019 pe locul 11 în lume la simplu. După două apariții majore în semifinalele de simplu în 2021, Sabalenka a ajuns pe locul 2 mondial, dar s-a luptat să mențină acest succes în 2022 în mod constant. În 2023, ea a câștigat primul său titlu major de simplu la Australian Open și a obținut locul 1 mondial, fiind numită campioană mondială ITF pentru acest sezon. Și-a apărat titlul de la Australian Open și a câștigat US Open în anul următor, redevenind nr. 1 la sfârșitul anului.
Sabalenka a început, de asemenea, să joace dublu în mod regulat în 2019. Cu Mertens ca parteneră, ea a găsit succesul instantaneu câștigând Sunshine Double (Indian Wells și Miami) în același an. După titlul de dublu de la US Open mai târziu în sezon, ea s-a calificat pentru prima dată la WTA Finals. Cu titlul la dublu de la Australian Open 2021, Sabalenka a devenit numărul 1 mondial la această disciplină, după care a trecut să joace exclusiv la simplu.
Sabalenka are un stil de joc foarte agresiv, acumulând adesea un număr mare de lovituri câștigătoare și erori neforțate. Datorită înălțimii sale, ea are și un serviciu puternic.

## Legături externe
Materiale media legate de Aryna Sabalenka la Wikimedia Commons
- en  Official website
- Arina Sabalenka la Women's Tennis Association
- Arina Sabalenka la International Tennis Federation
- Arina Sabalenka pe site-ul Fed Cup
- en Arina Sabalenka la Olympedia.org